# Alexander Hemmelrath
Alexander Hemmelrath (* 8. März 1953) ist ein deutscher Wirtschaftsprüfer und Steuerberater sowie Honorarprofessor.

## Leben
Nach dem Abitur studierte Hemmelrath Wirtschaftswissenschaften an der Universität München und schloss dieses 1977 als Diplom-Kaufmann ab. Danach war er wissenschaftlicher Assistent am Lehrstuhl von Klaus Vogel, wo er 1981 mit der Arbeit „Die Ermittlung des Betriebsstättengewinns im Internationalen Steuerrecht“ zum Dr. jur. promoviert wurde.
Hemmelrath war von 1981 bis 1987 bei der Wirtschaftsprüfungsgesellschaft Peat Marwick Mitchell & Co, München tätig und wurde 1984 als Steuerberater und 1986 als Wirtschaftsprüfer zugelassen. Im Jahr 1987 gründete er mit sechs Kollegen, u. a. Wilhelm Haarmann, die interdisziplinäre Sozietät Haarmann, Hemmelrath & Partner in München. Diese Sozietät wuchs im In- und Ausland auf über 1000 Mitarbeiter und wurde Ende 2005 aufgelöst. 2006 gründete er die RSM Hemmelrath Gruppe, die sich 2007 mit Mazars und RSM Hemmelrath zu MAZARS Hemmelrath zusammenschloss. 2011 bis 2013 war er im Vorstand der WTS-Group-Steuerberatungsgesellschaft. Seit Juli 2013 war Hemmelrath Partner bei der Großkanzlei Norton Rose Fulbright in deren Münchener Büro, das er inzwischen verlassen hat.
An der Universität Osnabrück lehrt Hemmelrath als Honorarprofessor Steuerrecht.
Er ist verheiratet und wohnt in Feldafing.

## Schriften
u. a. als Co-Autor in:
- Vogel/Lehner, Doppelbesteuerungsabkommen der Bundesrepublik Deutschland auf dem Gebiet der Steuern vom Einkommen und Vermögen, Verlag C.H. Beck, 4. Aufl., München 2003, ISBN 3-406-48373-9
- Schachner/Alber, Rechtsformularbuch für das Unternehmen, Verlag C. H. Beck, 3. Aufl., München 1995, ISBN 3-406-39365-9
- Schappach/Andrea, EU-Rechtshandbuch für die Wirtschaft, Verlag C.H. Beck, 2. Aufl., München 1996, ISBN 3-406-39829-4